# Четин, Геннадий Тимофеевич
Генна́дий Тимофе́евич Чети́н (род. 1 февраля 1943, Сенино, Кудымкарский район, Пермская область, РСФСР, СССР — 2002, Узбекистан) — советский тяжелоатлет, один из сильнейших атлетов легчайшего веса последних лет, Заслуженный мастер спорта. Первый чемпион мира Прикамья.
Бронзовый призёр XX Летних Олимпийских игр в Мюнхене (367,5 кг). Установил 2 мировых рекорда в троеборье — 367.5(117.5+107.5+142.5) (1968) и 375(120+110+145)
(1971). Участник двух летних олимпиад: 1968 и 1972. Установил 7 рекордов СССР.

## Биография
Родился 1 февраля 1943 года в селе Сенино (ныне Пермский край).
В 16 с сестрой-инвалидом остался сиротой после смерти матери. В это время познакомился с директором Пешнигортского детского дома Степаном Шарыбкиным. Он был послан в Кудымкар на первенство Коми округа, где стал чемпионом в весе до 48 кг. Стал работать с Николаем Щетинниковым, в прошлом чемпионом СССР по гиревому спорту.
В 1962 году в Губахе на первенстве области по тяжелой атлетике Четин набрал в классическом троеборье 215 килограммов, заняв второе место. После этого под свою опеку его взяла сборная Кизела — самая сильная в Прикамье. В 1963 году стал чемпионом Урала и показал 4-й результат среди сильнейших штангистов СССР в весе до 52 кг (поднял в сумме трёх движений — жим, рывок, толчок — 290 кг). После этого начал выступать за сборную СССР, переехал из Перми в Ялту.
В 1964 году начал тренироваться у Рудольфа Плюкфельдера, олимпийского чемпиона. На сборах в Подольске познакомился с тяжелоатлетом Петром Сибиряковым из Перми. Вместе они вернулись в Пермь в спортклуб «Молот» к тренеру Эрлену Ошерову.
В 1965—1968 годах проходил службу в Вооружённых Силах СССР в Перми.
В 1965 году, выступая вне конкурса, выиграл международный турнир в Москве, подняв в сумме 320 кг (в весовой категории до 56 кг). В 1966 году занял 2-е место в чемпионате СССР и 4-е на чемпионате мира. В 1967 году стал первым номером сборной Союза и вторым в мире. В 1968 году в Хельсинки на «Кубке Дружбы» установил мировой рекорд в легчайшем весе — 367,5 кг по сумме троеборья.
С 1969 года член спортивного общества «Труд» (Пермь).
В 1971 году стал чемпионом мира в троеборье (370 кг). В этом же году стал серебряным призёром первенства Европы (355 кг).
В 1972 году стал бронзовым призёром Олимпийских игр в Мюнхене (367,5 кг), чемпионом СССР, занял первое место на международном турнире «Кубок Балтики», стал бронзовым призёром чемпионата мира.
В 1973 году — третье место на чемпионате СССР, третье на Кубке СССР, седьмое в мире. После этого долгое время не занимался спортом, проходил курс лечения в ЛТП.
В 1976 году, после возвращения в большой спорт, стал чемпионом СССР. Это было последнее его достижение в профессиональной карьере.
После этого его друг, врач Федор Сахабеев, пригласил приехать в Узбекистан, в Навои, где стал работать на лодочной станции. Бросил пить. Увлекся пауэрлифтингом. Стал чемпионом Европы, бронзовым призёром чемпионата мира среди действующих спортсменов. Работал тренером-консультантом сборной страны.
Скончался в 2002 году.